# Municipio de Union (condado de Sullivan)
El municipio de Union (en inglés: Union Township) es un municipio ubicado en el condado de Sullivan en el estado estadounidense de Misuri. En el año 2010 tenía una población de 158 habitantes y una densidad poblacional de 1,17 personas por km².

## Geografía
El municipio de Union se encuentra ubicado en las coordenadas 40°10′13″N 92°56′49″O / 40.17028, -92.94694. Según la Oficina del Censo de los Estados Unidos, el municipio tiene una superficie total de 135.04 km², de la cual 134,59 km² corresponden a tierra firme y (0,34 %) 0,45 km² es agua.

## Demografía
Según el censo de 2010, había 158 personas residiendo en el municipio de Union. La densidad de población era de 1,17 hab./km². De los 158 habitantes, el municipio de Union estaba compuesto por el 96,84 % blancos, el 1,9 % eran de otras razas y el 1,27 % eran de una mezcla de razas. Del total de la población el 3,8 % eran hispanos o latinos de cualquier raza.